# Ilmari Keinänen
Ilmari Keinänen, född 5 november 1887, död 8 november 1934, var en finländsk gymnast.
Keinänen tävlade för Finland vid olympiska sommarspelen 1912 i Stockholm, där han var med och tog silver i lagtävlingen i fritt system. 